# Боброво (Сонковский район)
Боброво — деревня в Сонковском районе Тверской области России, входит в состав Пищалкинского сельского поселения.

## География
Деревня находится в 9 км на юго-восток от центра поселения посёлка Пищалкино и в 24 км на восток от районного центра Сонково, в 1,5 км на юг от деревни расположено урочище Раменье.

## История
В 1781 году в селе Раменье близ деревни была построена каменная Воскресенская церковь с 3 престолами, метрические книги с 1780 года. 
В конце XIX — начале XX века село Раменье являлось центром Бобровской волости Кашинского уезда Тверской губернии. 
С 1929 года деревня Боброво входила в состав Раменского сельсовета Сонковского района Бежецкого округа Московской области, с 1935 года — в составе Калининской области, с 1994 года — в составе Пищалкинского сельского округа, с 2005 года — в составе Пищалкинского сельского поселения.

## Население
| 1859 | 1889 | 2002 | 2010 |
| ---- | ---- | ---- | ---- |
| 275  | ↗301 | ↘36  | ↘21  |

## Достопримечательности
В урочище Раменье близ деревни расположена недействующая Церковь Воскресения Христова (1781).